# 捲舌鼻搭嘴音
捲舌鼻搭嘴音（Retroflex nasal click）是一種罕見的輔音。國際音標並未指派給此音任何符號，因此實務上通常使用道格拉斯·馬丁·比奇（Douglas Martyn Beach）首先提出的符號⟨ᶢ‼⟩來表示此音。

## 特徵
捲舌鼻搭嘴音的特徵包括：
- 氣流機制是舌吸氣音。藉由舌頭將被困在一個關閉區間的空氣抽出而發聲，而非使氣流從聲門或肺/橫膈膜流出。利用這種機制所發出的音稱作搭嘴音。其濁音及鼻音也同時具有肺部氣流音的性質。
- 調音部位是捲舌，以舌尖和上顎前部接觸以形成對氣流的阻礙而調音。

- 發聲類型是濁音，意味着發音時聲帶顫動。

- 本輔音是鼻音，調音時空氣會從鼻逸出。

- 本輔音為中央輔音，調音時氣流在口腔的中央流過舌面，而不從兩側流過。

## 出現於
中部箜語和達敏語有此音。
| 語言   | 語言  | 詞彙   | IPA | 意義 | 註釋 |
| ------ | ----- | ------ | --- | ---- | ---- |
| 達敏語 | rn!ii | [ᵑ𝼊iː] |     |      |      |

## 聲門化捲舌鼻搭嘴音
所有科依桑语系語言和數個班圖語支語言都擁有聲門化的鼻搭嘴音。透過在發齒鼻搭嘴音後快速關閉聲門可得此音。
| 語言     | 語言     | 詞彙       | IPA | 意義 | 註釋  |
| -------- | -------- | ---------- | --- | ---- | ----- |
| 中部箜語 | 中部箜語 | [ 比如？ ] |     |      | [ 2 ] |

## 外部鏈結
- 在PHOIBLE上搜尋含有[‼̃]的語言